# Ферес (син на Кретей)
Вижте пояснителната страница за други значения на Ферес.
Ферес или Ферет (на старогръцки: Φέρης, Pheres) в древногръцката митология е основател na град Фере в Тесалия, син на Кретей (цар на Йолкос) и Тиро, дъщеря на чичо му Салмоней, и брат на Езон и Амитаон.
След смъртта на Кретей полубрат му Пелий, син на Тиро и Посейдон, взема властта в Тесалия като убива престолонаследника Езон, и изгонва Ферес и брат си блзнак Нелей в Месения. Те се остановяват в Пилос при цар Афарей, братовчед на майка им.
По-късно той е цар на наречения на него Фере в Тесалия. Жени се за Периклимена, дъщеря на Миний. Баща е на Адмет, Ликург, Идомена (съпруга на Амитаон или Биант) и Периопида (вероятно майка на Патрокъл). Синът му Адмет е кандидат на Алкеста, дъщерята на Пелий.
Ферес е герой в трагедията на Еврипид „Алкестида (Алкеста).“ Също се споменава от Омир в „Илиада“.